# V. (roman)
Pour les articles homonymes, voir V.
V. est le premier roman de Thomas Pynchon, publié en 1963. Il décrit les tribulations de Benny Profane, ancien matelot de l'U.S. Navy, qui rencontre au terme de pérégrinations qui le conduisent à New York un groupe d'artistes pseudo-bohèmes, qui se fait appeler la Tierce des Paumés (Whole Sick Crew). Un des éléments gravitant autour de cette nébuleuse, nommé Herbert Stencil, est parallèlement engagé dans une quête pour identifier et localiser une entité mystérieuse qu'il ne connaît que sous la vague dénomination de « V. ». Le livre reçut à sa sortie le prix William Faulkner, récompensant les jeunes auteurs.

## Résumé
Le récit alterne entre deux types de séquences. Une première série d'épisodes implique Benny Profane, Herbert Stencil et d'autres membres de la Tierce des Paumés (notamment le compagnon de Stencil, Pig Bodine) durant l'année 1956 (y sont parfois inclus quelques flashbacks). Le reste du roman est constitué d'une vaste intrigue durant laquelle Stencil essaie de démêler l'inextricable faisceau d'indices disséminés sur plusieurs siècles qui pourraient le mener vers « V. ». Les chapitres concernant la quête de Stencil se déroulent durant différentes crises internationales et mettent en scène différentes incarnations supposées de « V. ». La lecture par Stencil du journal intime de son père, un diplomate (ou un espion) britannique établit un pont entre l'année 1956 et les séquences stenciliennes.
Les deux lignes narratives convergent, en formant un V, dans les ultimes chapitres lorsque Stencil parvient à convaincre Benny Profane de voyager avec lui jusqu'à Malte.
Les chapitres concernant la quête de Stencil sont :
- Chapitre trois : « Où l'on voit Stencil, acteur à transformations, incarner huit personnages à la suite »

Se déroulant au sein de la communauté britannique en Égypte à la fin du XIXe siècle, le chapitre est composé d'une série de huit parties relativement courtes, chacune écrite du point de vue d'un personnage différent. L'intrigue, qui tourne autour d'un meurtre, introduit le personnage de Victoria Wren, la première incarnation de V. Le titre du chapitre renseigne sur la manière dont il doit être compris : Stencil imagine chacun des huit points de vue, sans que l'on sache quelle part d'imagination est à l'origine de ses différents récits. 
Ce chapitre est une version retravaillée de la nouvelle Sous la rose, publiée une première fois en 1961 et réunie avec d'autres écrits de jeunesse de Pynchon dans L'Homme qui apprenait lentement (1984). Dans la préface de ce recueil, Pynchon reconnaît que l'inspiration de la nouvelle lui vient de la lecture du guide de voyage de Karl Baedeker sur l'Égypte datant de 1899. L'intrigue du chapitre est assez similaire à celle de la nouvelle, mais donne une place plus importante aux personnages égyptiens.
- Chapitre cinq : « Où Stencil manque de partir vers l'Ouest avec un alligator »

Ce chapitre n'appartient qu'en partie au corpus concernant la quête de Stencil. Il traite des aventures de Benny Profane dans les égouts de Manhattan après que ce dernier est engagé pour y chasser des alligators. Une longue digression raconte la rencontre entre un prêtre fou - le Père Linus Fairing - parti prêcher dans les égouts pour y convertir les rats, et une ratte prénommée « Véronica » (une des incarnations de V. ?) ; une partie de cette rencontre est rapportée par le Père Linus Fairing sous la forme d'un journal intime.
- Chapitre sept : « Elle s'accroche au mur de l'Ouest »

Le personnage de Victoria apparaît à nouveau brièvement. Le territoire de « Vheissu » est évoqué pour la première fois ; il peut désigner (ou pas) le Vésuve, le Venezuela, ou même, selon une plaisanterie d'un des personnages, la déesse Vénus.
- Chapitre neuf : « L'histoire de Mondaugen »

Kurt Mondaugen, qui apparaîtra à nouveau dans L'Arc-en-ciel de la gravité, est le personnage central d'un long épisode se déroulant dans le Sud-Ouest africain (la Namibie actuelle) en partie durant le siège d'une ferme fortifiée en 1922 ; Mondaugen y rencontre entre autres personnages, une nouvelle incarnation possible de V., Vera Meroving. Une longue digression décrit la vie d'un tortionnaire allemand durant la guerre des Héréros, alors que le Sud-Ouest africain était une colonie allemande ; le traitement des Héréros par les colonisateurs renvoie immanquablement à celui des Juifs durant la Shoah de 1943-45.
Cette partie du roman est une mise en cause du colonialisme occidental, une critique qui sera reprise et accentuée dans L'Arc-en-ciel de la gravité. Pynchon qualifiera plus tard de « superficiel » le rapprochement entre le génocide des Héréros et la Shoah. Dans une lettre à Thomas F. Hirsch, reproduite dans l'ouvrage de David Seed, The Fictional Labyrinths of Thomas Pynchon, Pynchon écrit : 
« Quand j'ai écrit V. je pensais à la campagne de 1904 comme à une sorte de répétition pour ce qui est plus tard arrivé aux Juifs dans les années 1930 et 1940. On ne peut pas dire que ce soit profond ; cela doit paraître évident à quiconque s'intéresse un peu au sujet, même de manière aussi superficielle que je l'avait fait à l'époque. Mais depuis que j'ai lu McLuhan, et deux trois choses ici ou là sur la religion comparée, j'ai l'impression que les choses sont plus profondes [...] J'ai l'impression que ce qui a été fait aux Hereros par les allemands est comparable à ce qui a été fait aux Autochtones d'Amérique par nos colons et à ce qui est fait aujourd'hui aux bouddhistes du Viêt Nam par la minorité chrétienne de Saïgon et ses conseillers : l'imposition d'une culture valorisant l'analyse et la différenciation sur une culture qui valorise l'unité et l'intégration ».
- Chapitre onze : « Les confessions de Fausto Maijstral »

Fausto Maijstral est un Maltais qui a subi les bombardements allemands et travaillé à nettoyer les décombres durant la Seconde Guerre mondiale. Une longue lettre, adressée à sa fille Paola, un des personnages gravitant autour de la Tierce des Paumés, parvient jusque dans les mains d'Herbert Stencil. Elle contient de larges extraits du journal intime de Fausto. Une incarnation possible de V. y prend la forme d'une femme découverte par des enfants écrasée par les éboulis d'un immeuble.
- Chapitre quatorze : « V. amoureuse »

Dans ce chapitre, V., si c'est bien elle, est séduite par une jeune ballerine, Mélanie l'Heuremaudit, durant la préparation d'un ballet, certainement inspiré de la création du Sacre du printemps d'Igor Stravinsky. Le point d'orgue du ballet consiste dans le sacrifice d'une vierge par empalement. La jeune ballerine oublie de mettre son équipement de protection et meurt réellement sur scène. Les spectateurs se méprennent et tiennent sa mort pour une performance artistique extrêmement intense.
- Chapitre seize : « La Valette »

Alors que la Royal Navy se masse à Malte dans les prémices de la crise du canal de Suez, Stencil arrive sur l'île dans un remorqueur en compagnie de Beny Profane. Ils partent à la recherche de Fausto Maijstral. Comme d'habitude, Kilroy was here avant leur arrivée (Pynchon avance à cette occasion que le célèbre graffiti pourrait être à l'origine le schéma d'un filtre passe-bande).
- Épilogue : « 1919 »

Le dernier chapitre est un flashback se déroulant à La Valette alors que le père de Stencil est encore en vie. Il se trouve mêlé à un incident impliquant un couple de Maltais. Il quitte finalement l'île dans un bateau.